# Bulbophyllum globulus
Bulbophyllum globulus är en orkidéart som beskrevs av Joseph Dalton Hooker. Bulbophyllum globulus ingår i släktet Bulbophyllum och familjen orkidéer. Inga underarter finns listade i Catalogue of Life.